# 白俄羅斯—美國關係
美国－白俄罗斯关系始于1991年苏联解体时，白俄罗斯是苏联的一部分。然而，由于美国指责白俄罗斯侵犯人权，两国关系恶化。白俄罗斯反过来指责美国干涉其内政。
2008年，白俄罗斯从华盛顿召回大使，并坚持美国大使必须离开明斯克。
根据2012年《美国全球领导力报告》，只有20%的白俄罗斯人认可美国的领导力，30%的人不认可，50%的人不确定，在所有接受调查的欧洲国家中排名第四低。

## 1991年到2000年

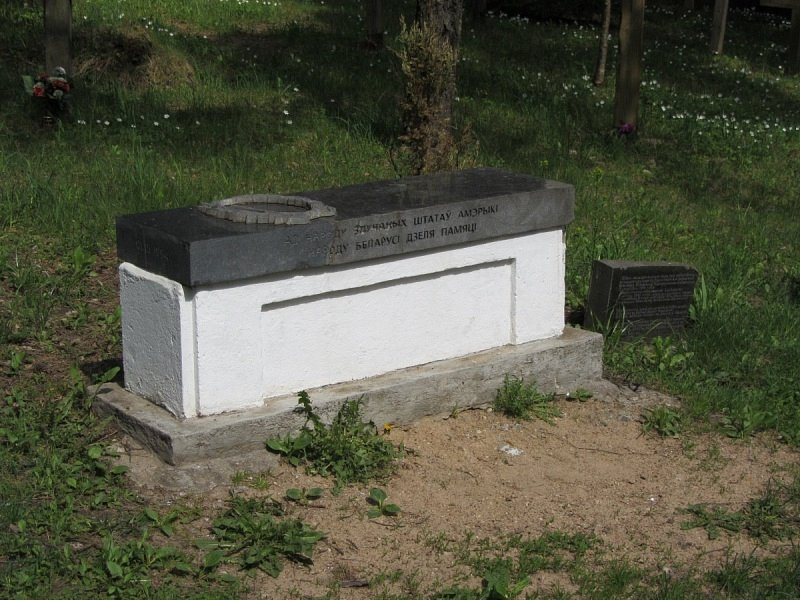
克林顿在库拉帕提的纪念长椅

美国鼓励白俄罗斯缔结并遵守与国际货币基金组织就宏观经济稳定方案和有关改革措施达成的协议，并鼓励白俄罗斯进行更多的私有化，为商业和投资创造有利的气氛。虽然美国在白俄罗斯有一些直接的私人投资，但由于改革的步伐不确定，其发展相对缓慢。1992年6月签署了一项海外私人投资公司协定，但由于白俄罗斯没有履行该协定规定的义务，该协定自1995年以来一直被搁置。白俄罗斯有资格获得进出口银行为美国投资提供的短期融资保险，但由于不利的商业环境，尚未启动任何项目。

## 2001年到2004年

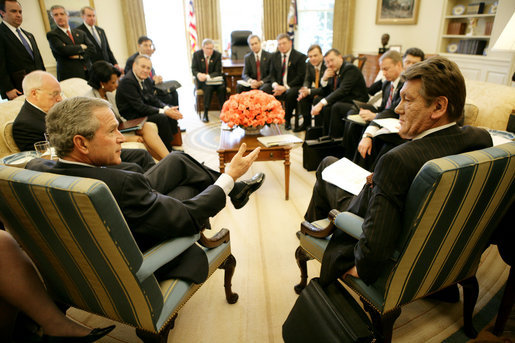
美国总统小布什与乌克兰总统尤先科讨论白俄罗斯问题

2001年9月初，美国谴责白俄罗斯在最近的选举中有违规行为，导致卢卡申科再次当选。然而，这种批评并没有持续下去，因为美国在两天后遭遇了911恐怖袭击。
在“伊拉克自由行动”期间，几家美国情报机构指责白俄罗斯为被废黜的领导人萨达姆·侯赛因及其儿子乌代和库赛提供了安全避难所。提交的唯一证据是一架从伊拉克首都巴格达飞往白俄罗斯首都明斯克的货运飞机，文件是在2003年4月巴格达机场被占领后发现的。虽然一些消息来源说，卢卡申科与萨达姆关系密切，萨达姆曾考虑过离开伊拉克去白俄罗斯，但萨达姆于2003年12月在伊拉克被发现，他的儿子几个月前在伊拉克被杀。
2004年，在国会一致通过《白俄罗斯民主法案》后，白俄罗斯与美国的关系进一步紧张。白俄罗斯政府认为，该法案干涉了白俄罗斯的内政。

## 2006年到2019年
在2006年白俄罗斯总统选举之后，美国对白俄罗斯的个人和公司实施了制裁，原因是“行为和政策……破坏白俄罗斯的民主进程或体制，最近的表现是2006年3月根本不民主的选举，犯下与政治镇压有关的侵犯人权行为，包括拘留和失踪，并参与公共腐败，包括挪用或滥用白俄罗斯的公共资产或滥用公共权力。”上述个人和公司在美国的资产被冻结，并禁止与其进行交易。2008年，白俄罗斯召回其驻美大使。随后美国驻白大使返美。
截至2017年1月，制裁名单包括以下人员:
- 总统亚历山大·卢卡申科
- 他的儿子和国家安全助理维克多·卢卡申科
- 前司法部长维克塔·哈拉瓦诺
- 前司法部副部长奥列格·斯莱日夫斯基
- 前白俄罗斯国家电视广播公司最高领导梅尔·齐默斯基
- 前克格勃局长斯特潘·苏霍伦科
- 前总检察长彼得·米克拉舍维奇
- 迪米崔·帕夫里琴科
- 維克多·謝爾曼

还有多家公司也遭到了制裁。

## 2019年至今
2019年8月29日，前国家安全顾问约翰·博尔顿在明斯克会见卢卡申科，讨论改善两国关系。2019年9月，美白决定互派大使並实现两国关系正常化。2020年2月1日，在俄罗斯决定切断能源供应后，美国国务卿迈克·蓬佩奥26年来首次访问白俄罗斯，向其提供援助。
然而，在2020年白俄羅斯總統選舉引发的大规模抗议后，美国国务卿迈克·蓬佩奧于8月10日发表新闻声明，宣布美国对白俄罗斯总统大选的举动“深表关切”，称这不是自由和公平的。他声称，“严格限制候选人的选票，禁止投票站的当地独立观察员，针对反对派候选人的恐吓手段以及对和平示威者和新闻工作者的拘留破坏了这一进程。”他敦促白俄罗斯政府不要使用武力，并呼吁白俄罗斯政府尊重所有白俄罗斯人和平集会的权利。美国白宫批评白俄罗斯当局使用互联网关闭和拘留反对派支持者，并呼吁释放被拘留者。另外，白宫新闻秘书凯莱·麦肯阿尼重申国务卿有关投票程序，拘留和抗议的声明和立场。8月17日，总统唐纳德·特朗普称，白俄罗斯的局势糟糕，美国正密切关注事态发展。9月13日，美國副國務卿史蒂芬·比根表示“人民已经明确拒绝该政权”，并表示美国政府将与欧洲国家合作对白俄罗斯实施有针对性的制裁。
2021年5月，针对白俄罗斯制造的瑞安航空4978號班機事件，美國國務卿安東尼·布林肯譴責了白俄罗斯政府拘捕羅曼·普羅塔塞維奇的行為等，形容其為「殘酷和令人震驚的行為」，呼籲國際進行調查。美国总统乔·拜登表示白俄羅斯當局的行為令人憤慨，並支持歐盟制裁白俄羅斯。6月3日，美國重啟制裁9家白俄罗斯国有企业。6月29日，美国运输部宣布禁止在美国和白俄罗斯之间销售客运航班机票。8月9日，美国对白俄罗斯实施新一轮制裁，对此白俄外交部拒絕美國任命的駐白俄大使前往白俄。2022年1月20日，美国司法部发布起诉书，提控4名白俄罗斯政府官员合谋使用虚假炸弹声名威胁瑞安客运改变航道，以逮捕白俄罗斯持不同政见者，触犯劫机罪名，将致力联同国际伙伴追捕犯人。4人分别是白罗斯公民的Leonid Mikalaevich Churo、Oleg Kazyuchits、Andrey Anatolievich Lnu和Fnu Lnu。美国纽约检察官达米安威廉姆斯（Damian Williams ）表示，4名被告将飞机改道以进一步压制异议和言论自由的不当目的，不仅违反了国际规范和美国刑法，还可能危及飞机上4名美国公民和其他数十名乘客的生命。美国联邦调查局纽约外地办事处助理主任迈克尔·J·德里斯科尔 (Michael J. Driscoll) 表示，鉴于包括美国在内的许多国家的乘客都面临恐怖威胁的现实，劫机行为所发生的事情不仅违反了美国法律，而且对乘坐飞机的每个人的安全都极为危险，这些行为直接威胁到美国公民的生命并危及国家安全的稳定。起诉书只是一项指控，直到在法庭上排除合理怀疑并证明有罪之前，所有被告都被假定为无罪。
2022年，美国政府裁撤了在明斯克的大使馆。
2023年8月9日，美国财政部對包括白俄羅斯的旗舰航空公司、另外三家公司和一个参与压制新闻网站的政府办公室實施制裁。